# Detlev Karsten Rohwedder
Detlev Karsten Rohwedder (Gotha, 1932. október 16. – Düsseldorf, 1991. április 1.) német menedzser és politikus, akit a Treuhandanstalt elnökeként egy orvlövész meggyilkolt otthonában. A szélsőbaloldali Vörös Hadsereg Frakció vállalta a felelősséget a bűncselekményért, azonban az elkövető és az indíték máig ismeretlen maradt.

## Élete
Egy könyvkereskedő fiaként született Gothában. A rüsselsheimi Realgymnasium Rüsselsheimben (ma Immanuel-Kant-Schule) 1953-ban érettségi vizsgát tett. Az érettségi után Hamburgban és Mainzban tanult jogot és politológiát. 1961-ben jogi doktori címet szerzett, 1962-ben pedig letette az értékelő vizsgát. Ezután egy düsseldorfi bizalmi és könyvvizsgáló cég társtulajdonosa lett. 1969 és 1978 között Rohwedder az SPD (Sozialdemokratische Partei Deutschlands – Németország Szociáldemokrata Pártja) államtitkára volt a bonni szövetségi gazdasági minisztériumban, ahol többek között a nyugatnémet nukleáris technológia exportjáért kampányolt.
1979-ben kinevezték a dortmundi székhelyű Hoesch AG acélvállalat élére. Itt sikeresen átszervezte és átirányította a vállalatot. Az átszervezés magában foglalta az Estel-csoport felbomlását, amely a holland Hoogovens acélgyártó és a Hoesch 1973 óta létező egyesüléséből jött létre. Előremutató koncepciót vezetett be a Hoesch-csoport fennmaradása érdekében, és 1983-ban az év menedzserének választották. 1985-ben a Ruhr-vidéki Sajtószövetség Rohweddert a Vas Reinoldus-díjjal tüntette ki (Dortmund város védőszentjéről nevezték el). 1991-ben a Krupp-csoport többségi részesedést szerzett a Hoeschben.
Rohweddert 1990. július 3-án az NDK Minisztertanácsa nevezte ki a Treuhandanstalt elnökévé; 1991. január 1-jén vette át a Treuhandanstalt elnöki tisztségét, amelyet már 1990 augusztusa óta ideiglenesen betöltött. Az ő feladata volt az NDK állami vállalatainak vagyonának biztosítása, átszervezése és privatizálása. 1990 novemberében ismét az év menedzsere lett.
Rohwedder megkapta a Szövetségi Érdemkeresztet és az Észak-Rajna-Vesztfália tartományi érdemrendet (1990), és 1971 óta az SPD tagja volt.

## Meggyilkolása
Rohwedder düsseldorfi otthonának Niederkassel kerületében csak a földszinten voltak golyóálló üvegablakok. Halálos fenyegetéseket kapott. Négy nappal a támadás előtt Rohwedder felesége, Hergard a rendőrséghez fordult azzal a kéréssel, hogy kérjen fokozott rendőri védelmet, aminek a hatóságok nem tettek eleget. Észrevette, hogy a támadást megelőző napokban a telefon éjszaka úgy csöngött, hogy ha felvették senki sem szólt bele, és hogy ismeretlen személyek éjjel úgy csöngettek a bejárati ajtón, hogy senki sem látta őket.
1991. április 1-jén, húsvét hétfőn, este fél 12 körül Rohweddert a lakóháza első emeleti ablakán keresztül leadott három puskalövés közül az elsővel megölték. A második lövés néhány másodperccel később dördült el, és a feleségét a karján sebesítette meg, a harmadik pedig egy könyvespolcot talált el. A lövéseket 63 méterről, egy átlósan szemben lévő parcellából adták le, egy FN FAL típusú, 7,62 × 51 mm-es NATO-szabvány kaliberű öntöltő puskából. Ugyanilyen típusú fegyvert használtak már a RAF által 1991. február 13-án a bonni Schloss Deichmannsaueban lévő amerikai nagykövetség ellen intézett támadás során. Néhány nappal a támadás előtt a RAF bebörtönzött terroristái között új tevékenységeket bejelentő stratégiai dokumentumokat találtak.
Három perccel a lövöldözés után a düsseldorfi rendőrség nagyszabású hajtóvadászatot indított, lezárva az egész Oberkassel kerületet, amelyhez Niederkassel is tartozik, és nagyrészt a Rajna hídjain keresztül érhető el, de az elkövetőket és a gyilkos fegyvert nem találták meg.
A helyszínen három töltényhüvelyt, egy műanyag széket, egy törölközőt és egy vallomást tevő levelet találtak Rote Armee Fraktion Kommando Ulrich Wessel aláírással. A műanyag szék feltehetően a fegyver támasztékául szolgált, hogy távolról biztonságosabban tudjon célozni. Egy távcsövet és három cigarettacsikket is találtak.
Az elkövetőt vagy elkövetőket nem sikerült azonosítani. 1992-ben a RAF ismét vállalta a felelősséget a gyilkosságért.
A Szövetségi Bűnügyi Hivatal szerint a bűncselekmény helyszínén talált törülközőn talált hajnyomok az új technológiának köszönhetően 2001-ben lehetővé vált DNS-elemzéssel kétséget kizáróan az időközben elhunyt RAF-tag Wolfgang Gramsnak tulajdoníthatók. A szövetségi ügyészség azonban nem nevezte meg gyanúsítottként Gramst, mert ezt a bizonyítékot nem tartotta elegendőnek. A cigarettacsikkek vércsoportjának meghatározása A vércsoportot mutatott ki, ami nem egyezik Gramséval. A cigarettacsikkeken lévő nyálmaradványok csak a vércsoport meghatározásához voltak elegendőek, és nem voltak felhasználhatók a későbbi DNS-elemzéshez.
A Rohwedder-gyilkosságot, akárcsak a harmadik RAF-generáció másik nyolc gyilkosságát, a mai napig nem sikerült megoldani.
Egy 2018 novemberében készült interjúban az özvegy Hergard Rohwedder úgy nyilatkozott, hogy amikor ő és férje a merénylet előtti napon, húsvétvasárnap délután hazaértek, a szomszédos telken egy nagy autó állt, amelyben egy fiatal pár ült. Mivel vasárnap délután volt, és a házban volt egy ügyvédi iroda, feltételezte, hogy a merénylők lehettek. Rohwedder özvegye, Hergard 2019. május 2-án halt meg.

## Magyarázatkísérletek
Hergard Rohwedder beszámolója szerint feltételezhető a Stasi (Staatsicherheit - Állambiztonsági Minisztérium, az NDK titkosszolgálata) tervezése és részvétele, hiszen a Treuhand és férje a Német Szocialista Egységpárt eltűnt pártvagyonának felkutatásának küszöbén állt. A legtöbb politikus, akinek köze volt az egykori NDK-hoz, azt feltételezi, hogy a Stasi tervelte ki a támadást. Biztonsági szakértők szerint a tökéletes tervezés a Stasi mellett szól.

## Emlékezete
1991. április 10-én Berlinben gyászszertartással tisztelegtek Rohwedder előtt, amelyen Richard von Weizsäcker szövetségi elnök, Johannes Rau, Észak-Rajna-Vesztfália miniszterelnöke és Jens Odewald, a Treuhandanstalt igazgatótanácsának elnöke is felszólalt.
1992-ben a berlini Birodalmi Légügyi Minisztérium egykori épületét, amely az 1990-es években a Treuhandanstalt székházának adott otthont (a Wilhelmstraße 97/Leipziger Straße 5-7. sarkán), az ő tiszteletére Detlev Rohwedder-háznak nevezték el. 1999 óta a szövetségi pénzügyminisztérium székhelye.
1999-ben Detlev Rohwedder-díjat alapítottak a tiszteletére. A Duisburg-Rheinhausenben található Niederrhein Business Parkban Dr. Detlev Karsten Rohwedder utcát neveztek el róla.